# Tyranneutes
Tyranneutes és un gènere d'ocells de la família dels píprids (Pipridae). Agrupa dues espècies al·lopàtriques natives d'Amèrica del Sud, a l'Amazònia i l'escut guaianès, separades pel riu Amazones i el riu Negro.

## Descripció
Aquests dos diminuts píprids de les selves humides amazòniques i guaianencs mesuren entre 7,5 i 8 cm de longitud. Són ocells foscos i inconspicus més coneguts pel cant dels mascles. Ambdues espècies també executen una meravellosa (però rarament vista) exhibició aèria.

## Taxonomia
Els estudis de filogènia molecular de Tello et al (2009) i McKay et al (2010), van verificar l'existència de dos clades ben diferenciats dins de la família Pipridae: un anomenat de subfamília Neopelminae (Tello, Moyle, Marchese & Cracraft, 2009) agrupant els manaquís més semblants als tirànids dels gèneres Neopelma i Tyranneutes; i els altres gèneres anomenats de «manaquís pròpiament dits» en un clade monofilètic. Això va ser plenament confirmat pels amplis estudis de filogènia molecular dels passeriformes suboscines realitzats per Ohlson et al (2013).
El Comitè de Classificació de Sud-americà (SACC) adopta aquesta última divisió i seqüència lineal dels gèneres, a partir de l'aprovació de la Proposta N° 591. La classificació Clements Checklist v.2017, el IOC, l'HBW, BLI i el Comitè Brasiler de Registres Ornitològics (CB) adopten integralment aquesta seqüència i divisió.
El nom genèric Tyranneutes deriva del grec antic «turanneuō, (torannos)» que significa “ser un tirà”, “tirà”.
Segons la Classificació del Congrés Ornitològic Internacional (versió 15.1, 2025) aquest gènere està format per dues espècies:
- Tyranneutes stolzmanni - manaquí nan.
- Tyranneutes virescens - manaquí diminut.